# Calao couronné
Lophoceros alboterminatus
Espèce
Statut de conservation UICN

 LC  : Préoccupation mineure
Le Calao couronné (Lophoceros alboterminatus, anciennement Tockus alboterminatus) est une espèce africaine d'oiseaux appartenant à la famille des Bucerotidae.

## Répartition

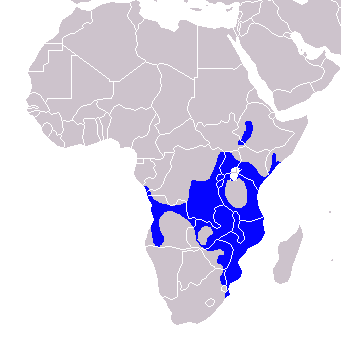
En bleu, la zone de présence de l'espèce

## Description
C'est un oiseau de taille moyenne, dont la longueur est comprise entre 50 et 54 cm et qui se caractérise par son ventre blanc et son dos et ses ailes noirs. L'extrémité des plumes de sa longue queue est blanche. Les yeux sont de couleur jaune, le bec est rouge et présente un casque sur la mandibule supérieure. Chez les femelles, le casque est plus petit.
On peut le distinguer du Calao de Bradfield qui lui ressemble beaucoup par son bec court.

## Habitats
Il vit dans les forêts côtières et en bordure des rivières du sud (seulement sur la côte) au nord est de l'Afrique. Il cherche principalement sa nourriture dans les arbres où il se nourrit d'insectes (souvent capturés en vol), de petits rongeurs et de grenouilles, de graines et de fruits.

## Reproduction
Il vit généralement en groupes pendant la saison sèche.
Les nichées sont de quatre à cinq œufs blancs incubés pendant 25 à 30 jours. Les jeunes restent avec leurs deux parents pendant environ 8 semaines.

## Taxinomie
À la suite des travaux phylogéniques de Gonzalez et al. (2013), le Congrès ornithologique international (dans sa version 4.4, 2014) déplace cette espèce depuis le genre Tockus.

### Sous-espèces
D'après la classification de référence du Congrès ornithologique international (version 5.1, 2015) :
- Lophoceros alboterminatus alboterminatus  Büttikofer 1889
- Lophoceros alboterminatus geloensis  Neumann 1905
- Lophoceros alboterminatus suahelicus  Neumann 1905